# Лондонски Метрополитен оркестър
Лондонският Метрополитен оркестър (на английски: London Metropolitan Orchestra) (LMO) е най-големият оркестър с множество артисти, базиран в Лондон, дирижиран от Анди Браун.
Оркестърът има много известни музиканти и композитори като: Майкъл Камен, Хауърд Шор, Дани Елфман, Елиът Голдентал, Дейвид Нюман, Харалд Клозер, Кристофър Йънг, Марк Ишам и Барингтън Фелунг.
Сега оркестърът се е ангажирал да обучава поколение от млади обещания, включително Клаус Баделт, Норманд Корбейл, Илан Ешкери, Джеймс Брет, Майкъл Прайс, Рупърт Кристи, Антонио Пинто, Алти Орвасон, Волфрам де Марко и Джон Суихарт.
LMO също постигна световно признание за многобройните си телевизионни саундтраци, включително Band of Brothers (композитор Майкъл Камен) и Inspector Morse (композитор Барингтън Фелунг) и си сътрудничи за записи и концерти на живо с международни изпълнители, включително: Пол Маккартни, Ю Ту, Ерик Клептън, Ани Ленъкс, Стинг, Браян Адамс, Куинси Джоунс, Пинк Флойд, Джон Бон Джоуви, Вангелис, Симпли Ред, Пет Шоп Бойс и The Last Shadow Puppets.

## Избрана дискография

### Албуми
- 2007 – Stardust
- 2007 – Retreat (Original Soundtrack)
- 2009 – Crimson Wing: Mystery of the Flamingos
- 2011 – And When Did You Last See Your Father?
- 2012 – The Angels' Share
- 2015 – Kablammo!
- 2017 – Developing Story

### Колаборации
- 2012 – Only Boys Aloud
- 2013 – Tribute, di John Newman
- 2014 – 48:13, dei Kasabian
- 2014 – Ricardo Montaner
- 2017 – Relaxer, produzione di Charlie Andrew e Andy Brown, di Alt-J
- 2017 – Developing Story, di Alan Broadbent